# Coteaux-du-Blanzacais
Coteaux-du-Blanzacais é uma comuna francesa na região administrativa da Nova Aquitânia, no departamento de Charente. Estende-se por uma área de 23.83 km². Em 2010 a comuna tinha 1 030 habitantes (densidade: 43,2 hab./km²).
Foi criada em 1 de janeiro de 2017, a partir da fusão das antigas comunas de Blanzac-Porcheresse (sede da comuna) e Cressac-Saint-Genis. Em 1 de janeiro de 2019, a antiga comuna de Saint-Léger também foi incorporada.